# Nguyễn Dữ
Nguyễn Dư (chữ Hán: 阮與, ?-?; thường được gọi là Nguyễn Dữ- 阮餘) là một danh sĩ thời Lê sơ, thời nhà Mạc sống vào khoảng thế kỷ XVI và là tác giả sách Truyền kỳ mạn lục, một tác phẩm truyền kỳ nổi tiếng tại Việt Nam.

## Tiểu sử
Nguyễn Dữ là người xã Đỗ Tùng, huyện Trường Tân nay là xã Phạm Kha, huyện Thanh Miện, Hải Dương. Ông là con trai cả Tiến sĩ Nguyễn Tường Phiêu. Chưa rõ Nguyễn Dữ sinh và mất năm nào. Tương truyền ông là học trò của Tuyết Giang Phu Tử Nguyễn Bỉnh Khiêm và bạn học của Phùng Khắc Khoan, tức là vào khoảng thế kỷ 16. Tuy nhiên mối quan hệ giữa ba người (mà phần lớn từ nguồn dân gian lưu truyền trong nhiều thế kỷ nhưng thiếu chứng cứ lịch sử) ngày nay đang gặp phải sự bác bỏ của giới nghiên cứu văn học sử.
Lúc nhỏ Nguyễn Dữ chăm học, đọc rộng, nhớ nhiều, từng ôm ấp lý tưởng lấy văn chương nối nghiệp nhà. Sau khi đậu Hương tiến (tức Cử nhân), ông làm quan cho nhà Mạc, rồi về với nhà Lê làm Tri huyện Thanh Tuyền (nay là Bình Xuyên, Vĩnh Phúc); nhưng mới được một năm, vì bất mãn với thời cuộc, lấy cớ nuôi mẹ, xin về ở núi rừng Thanh Hóa. Từ đó trải mấy năm dư, chân không bước đến thị thành. rồi mất tại Thanh Hóa.
Phần thân thế Nguyễn Dữ và thời điểm sáng tác Truyền kỳ mạn lục, ở mỗi sách vẫn còn một vài điểm dị biệt.

## Tác phẩm

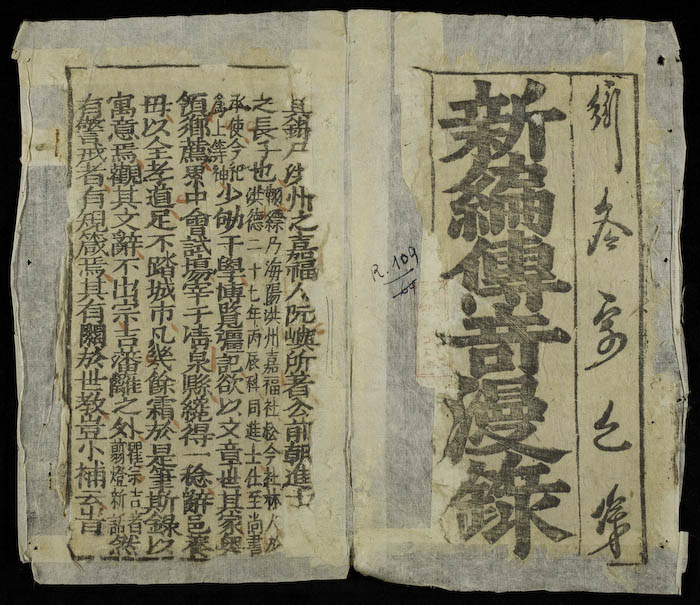
Tân biên truyền kỳ mạn lục

Sáng tác duy nhất của ông là quyển Truyền kỳ mạn lục (Ghi chép tản mạn những truyện kì lạ được lưu truyền). Theo lời Tựa của Hà Thiện Hán viết năm 1547 thì ông viết ra tập lục này để ngụ ý trong thời gian ẩn cư ở rừng núi xứ Thanh.
Sách gồm 20 truyện, viết bằng chữ Hán, theo thể loại tản văn, xen lẫn biền văn và thơ ca, cuối mỗi truyện (trừ truyện 19 Kim hoa thi thoại ký) đều có lời bình của tác giả hoặc của một người có cùng quan điểm của tác giả. Tác phẩm được Hà Thiện Hán, người cùng thời, viết lời Tựa, Nguyễn Bỉnh Khiêm phủ chính, Nguyễn Thế Nghi, dịch ra chữ Nôm; và đã được Tiến sĩ Vũ Khâm Lân (1702-?), đánh giá là một "thiên cổ kỳ bút": Nghĩa là áng văn hay ngàn năm có một. Tác phẩm hướng tới những người tài nhưng bất mãn với thời cuộc  hoặc những người phụ nữ đẹp người, đẹp nết nhưng có cuộc sống bất hạnh.
Theo bản Tân biên truyền kỳ mạn lục tăng bổ giải âm tập chú in năm 1763, thì tên tác giả là Nguyễn Dư. Trong quyển Việt Nam văn học sử yếu (bản in lần thứ nhất, 1944, trang 290), của Dương Quảng Hàm, đầu sách in là Nguyễn Dữ, song ở cuối sách, tác giả có đính chính lại là Nguyễn Dư. Theo Nguyễn Cẩm Xuyên tên tác giả Truyền kỳ mạn lục là Nguyễn Dư (阮 璵). Chữ 璵 thuộc bộ Ngọc vốn có nghĩa rất đẹp, là tên một loại ngọc quý; Từ nguyên tự điển đã chú cách đọc chữ này như sau: 璵 以 諸 切; 魚 韻 (DƯ: dĩ chư thiết, ngư vận). Vậy chữ này đọc là "Dư" chứ không đọc là "Dữ". 
Bản Truyền kỳ mạn lục do Nhà xuất bản Trẻ & Hội Nghiên cứu giảng dạy văn học TP. HCM, in lại năm 1988 (tr. 239), sau khi nêu ra sai lầm này, Hà Mâu Nhai & GS. Hoàng Như Mai đã giải thích rằng: "Có lẽ do số đông chúng ta không để ý đến, cứ đọc mãi thành thói quen".

## Nhận xét khái quát
Qua quyển Truyền kỳ mạn lục, có thể biết phần nào về tác giả. Bởi trong 20 truyện, truyện nào cũng thể hiện một quan điểm chính trị, một thái độ nhân sinh, một ý tưởng đạo đức của Nguyễn Dữ. Đó là những mong muốn của ông về một xã hội mọi người được sống yên bình trong nền đức trị, trong sự công bằng, trong tình cảm yêu thương nhân ái giữa con người với con người...